# Jíkev
Jíkev je obec v okrese Nymburk ve Středočeském kraji. Je součástí Mikroregionu Nymbursko, asi devět kilometrů severně od Nymburku. Žije zde 355 obyvatel a její katastrální území měří 918 hektarů.

## Historie
První písemná zmínka o obci pochází z roku 1324. V roce 1355 je písemně připomínána zdejší tvrz v držení rytíře Henninga z Jíkve, po jeho smrti připadla ves i s tvrzí Henningovým potomkům, řečeným Švábům, bojujícím roku 1429 na straně císaře Zikmunda. Ves i s tvrzí byla za husitských válek zpustošena. Rod Švábů z Jíkve (1361–1451) v Čechách vymřel. Obec pak připadla jednou částí ke statku Nový Ronov v majetku Křineckých z Ronova a druhou ke statku Loučeň v majetku Berků z Dubé. Pobělohorský konfiskát Nový Ronov zakoupil Albrecht z Valdštejna a Loučeň jeho bratr Adam. V 18. století seděl na panství Loučeň (i s Jíkví) německý rod Thurn-Taxisů.
Ve vsi Jíkev (830 obyvatel) byly v roce 1932 evidovány tyto živnosti a obchody: cihelna, holič, 4 hostince, kartáčnictví, kolář, 2 kováři, krejčí, obuvník, pekař, pokrývač, 3 rolníci, 2 řezníci, sedlář, 3 obchody se smíšeným zbožím, spořitelní a záložní spolek pro Jíkev, truhlář.

## Obyvatelstvo
| Rok            | 1869 | 1880 | 1890 | 1900 | 1910 | 1921 | 1930 | 1950 | 1961 | 1970 | 1980 | 1991 | 2001 | 2011 | 2021 |
| -------------- | ---- | ---- | ---- | ---- | ---- | ---- | ---- | ---- | ---- | ---- | ---- | ---- | ---- | ---- | ---- |
| Počet obyvatel | 708  | 813  | 831  | 851  | 840  | 830  | 722  | 587  | 545  | 474  | 405  | 314  | 304  | 300  | 331  |
| Počet domů     | 99   | 115  | 125  | 139  | 141  | 157  | 181  | 176  | 167  | 161  | 150  | 162  | 174  | 181  | 183  |

## Obecní správa

### Územněsprávní začlenění
Dějiny územněsprávního začleňování zahrnují období od roku 1850 do současnosti. V chronologickém přehledu je uvedena územně administrativní příslušnost obce v roce, kdy ke změně došlo:
- 1850 země česká, kraj Jičín, politický i soudní okres Nymburk[11]
- 1855 země česká, kraj Mladá Boleslav, soudní okres Nymburk
- 1868 země česká, politický okres Poděbrady, soudní okres Nymburk
- 1936 země česká, politický i soudní okres Nymburk[12]
- 1939 země česká, Oberlandrat Kolín, politický i soudní okres Nymburk[13]
- 1942 země česká, Oberlandrat Hradec Králové, politický i soudní okres Nymburk[14]
- 1945 země česká, správní i soudní okres Nymburk[15]
- 1949 Pražský kraj, okres Nymburk[16]
- 1960 Středočeský kraj, okres Nymburk
- 2003 Středočeský kraj, okres Nymburk, obec s rozšířenou působností Nymburk

### Obecní symboly
Znak a vlajka byly obci uděleny rozhodnutím předsedkyně Poslanecké sněmovny Parlamentu České republiky dne 13. října 2023.

## Doprava
Dopravní síť
- Pozemní komunikace – Do obce vede silnice III. třídy.

- Železnice – Železniční zastávka Jíkev (na území obce Bobnice) je ve vzdálenosti tři kilometry od centra obce na trati 061 vedoucí z Nymburka do Jičína.

Veřejná doprava 2025
- Autobusová doprava – Obcí projížděla autobusová linka 676 v trase Nymburk, hl. nádr. - Bobnice - Jíkev - Loučeň - Mcely - Seletice (dopravce Okresní autobusová doprava Kolín, s. r. o.).

## Pamětihodnosti
- Usedlost čp. 86
- Brána s brankou usedlosti čp. 34